# Lucien Frank
Lucien Frank (Brussel, 10 november 1857 - Ohain, 20 januari 1920) was een Belgisch kunstschilder.

## Levensloop
Hij was de zoon van Joseph Frank, van Hollandse afkomst en van Serette Levy, van Franse afkomst. Lucien Frank was lang de levensgezel van Sylvia Marie Vloeberghen die ook kunstschilder was. Ze huwden pas na lange jaren samenwonen. De familie had joodse wortels.
Lucien Frank volgde blijkbaar geen traditionele academische opleiding. Hij was blijkbaar leerling van de Franse schilder Charles-François Daubigny en hij kende naar verluidt Édouard Manet persoonlijk. Het meest bekend zijn zijn stemmingsvolle gezichten op de grote Parijse en Brusselse lanen, verlevendigd met tal van personages. Hij schilderde ook landschappen en stillevens. Hij wordt gerekend tot de School van het Rooklooster, maar schilderde ook te Tervuren, aan de Belgische kust en in Spanje. In Spanje verbleef hij tijdens de Eerste Wereldoorlog.

## Tentoonstellingen
- 1887 : Cercle Artistique et Littéraire, Brussel : dubbeltentoonstelling met Laboulaye. Frank toonde studies uit Ohain.
- 1890 : Cercle Artistique et Littéraire, Brussel : dubbeltentoonstelling met Laboulaye. Frank toonde onder andere “Platanen – Vijver van Ter Hulpen”, “Vijver van Ohain”, “Vijver van de molen te Ter Hulpen”, “Ondergaande zon”.
- 1905, Indépendants, Parijs : “Avond. Grijs weer te Tervuren», «Dordrecht», «Hoekje in een bos te Lacursine. België”, “Boulevard Botanique in Brussel”, “Vijver te Tervuren”, “Het sneeuwt. Rue des Pierres in Brussel”, “De Maas te Dordrecht”, “Vossen, nabij Tervuren”.
- 1917 : individuele tentoonstelling in de Circulo Artistico in Barcelona

## Musea
- Brussel, KMSK
- Brussel, Museum van Elsene (“Veurne ’s avonds”)
- Mons, BAM (voorheen Musée des Beaux-Arts)
- Liège, MAMC
- Paris, voorm. Musée du Luxembourg
- Tournai, MBA